# Carles Buxadé i Ribot
Carles Buxadé i Ribot (Barcelona, 1942) és un arquitecte català. Format a l'Escola Tècnica Superior d'Arquitectura de Barcelona, on és catedràtic d'Estructures des de 1970, treballa associat amb Joan Margarit i Consarnau. Obra conjunta seva són el Mercat de Vitòria (1977), la rehabilitació de la Fàbrica Aymerich de Terrassa com Museu de la Ciència i de la Tècnica de Catalunya, la reforma del Monument a Colom (1982-1984) i de l'Estadi i Anella Olímpica de Montjuïc (1989). Forma part de l'equip que dirigeix les obres de la Sagrada Família. Va treballar a les obres de reestructuració degudes a l'esfondrament per les obres del metro al barri del Carmel (Barcelona), així com en la rehabilitació de pisos aluminòsics del Turó de la Peira. Acadèmic numerari de la Reial Acadèmia de Ciències i Arts de Barcelona (2003).